# 八木景子
八木 景子（やぎ けいこ、1967年〈昭和42年〉 - ）は、日本の映画監督。
2015年に『ビハインド・ザ・コーヴ　〜捕鯨問題の謎に迫る〜』を製作し監督デビュー。同作品は 2018年2月17日に反捕鯨国の英国ロンドンで開催されたロンドン・フィルムメーカー国際映画祭で長編ドキュメンタリーベスト監督賞を受賞した。

## 来歴
東京都生まれ。8歳の頃、母が亡くなり、命に対して幼い頃から向き合うようになった。
アメリカの映画配給会社の東京支社で8年間勤務し、2011年3月に退職。2014年、映画制作会社「合同会社八木フィルム」を設立。
2014年春にドキュメンタリー映画『ビハインド・ザ・コーヴ 〜捕鯨問題の謎に迫る〜』を企図、同年7月から和歌山県東牟婁郡太地町で4か月間の撮影を行い、半年かけて編集をし、監督デビュー作の製作を単独で行った。2015年に公開されるとモントリオール世界映画祭に出品され、2016にはニューヨークとロサンゼルスといった米国の主要都市で上映。また、Netflixからも配信された（日本のドキュメンタリー映画としては初）。米国コロンビア大学では、2019年のアースデーに、学生からの要望により「ビハインド・ザ・コーヴ」が上映された。日本の国際捕鯨委員会（IWC）脱退と商業捕鯨再開に影響を及ぼしたとの指摘もある。
アマゾン、ガラパゴス、キューバ、南アフリカ、ケニヤ、エジプト、インドなどの秘境を旅したことがあり、日本を外から見る機会を得ている日本人であると、モントリオール世界映画祭で紹介された。
国内外での反捕鯨運動への批判・反論を行う一方で、国内の捕鯨業界の腐敗も指摘している。

## 作品
- 『あの女はやめとけ』（市井昌秀監督、2012年） - 八木が制作[13]
- 『ビハインド・ザ・コーヴ　〜捕鯨問題の謎に迫る〜』（Behind "THE COVE"）[14]- 2015年のモントリオール世界映画祭に出品[15]、2016年1月30日に日本で劇場公開
- 『鯨のレストラン〜SDGsとクジラ〜』（2023年9月2日、日本で劇場公開）2024年4月には、パリで開催されたヨーロッパ日本映画祭(Festival européen de documentaires japonais)に上映作品として選出された[16]。